# Thysanocraspeda squamiplaga
Thysanocraspeda squamiplaga är en fjärilsart som beskrevs av W. Warren 1910. Thysanocraspeda squamiplaga ingår i släktet Thysanocraspeda och familjen Uraniidae. Inga underarter finns listade i Catalogue of Life.